# سفين شفارتز
سفين شفارتز (بالهولندية: Sven Schwarz)‏ هو مجدف هولندي، ولد في 3 ديسمبر 1964 في هارلم في هولندا.

## وصلات خارجية
- سفين شفارتز على موقع الاتحاد الدولي للتجديف (الإنجليزية)
- سفين شفارتز على موقع اللجنة الأولمبية الدولية (الإنجليزية)
- سفين شفارتز على موقع أوليمبيديا (الإنجليزية)